# Sparganothina veracruzana
Espèce
Sparganothina veracruzana est une espèce de papillons de nuit de la famille des Tortricidae.

## Répartition et habitat
Sparganothina veracruzana est décrite du Veracruz, au Mexique.

## Taxinomie
L'espèce Sparganothina veracruzana est décrite par Bernard Landry en 2001.